# Худжандський історико-краєзнавчий музей археології та фортифікації
Худжандський історико-краєзнавчий музей археології та фортифікації (вживається також назва Согдійський історичний музей) — державний історичний і краєзнавчий музей у другому за значенням місті Таджикистану Худжанді (Ходженті), розташований у середньовічній міській фортеці.

## Загальні дані
Худжандський історико-краєзнавчий музей археології та фортифікації міститься на місці давньої фортеці Худжанда, і працює за адресою:
вул. Тамбурі, буд. 4, м. Худжанд (Республіка Таджикистан).
Фактично музейний заклад міститься у фортеці — у відновленій частині східних фортечних мурів (VIII—X ст.ст.). Грубі мури цитаделі з цегли-сирцю були укріплені могутніми вежами. Однак, сучасна будівля музею лише імітує зовнішній вигляд середньовічної фортеці. 
Музейний заклад відкритий для відвідування щодня від 08:00 до 17:00, по суботах і неділях: від 09:00 до 16:00 (перерва на обід: від 12:00 до 13:00).

## З історії музею
Музей у Худжанді був відкритий 29 листопада 1986 року в дні святкувань 2500-ліття Ходжента і працює нині (2000-ні) в складі кафедри гуманітарних досліджень при ректораті Худжанського державного університету імені Б. Г. Гафурова. 
Реконструкцію залишків Худжандської фортеці для розміщення там міського історичного музею було здійснено в 1999 році. 
Головну частину колекційних фондів музею складають археологічні колекції та знахідки, виявлені в ході робіт на території Худжанда Північно-Таджицької археологічної комплексної експедиції АН ТРСР у 1954-86 роках.

## Фонди та експозиція, діяльність
Колекційні фонди Худжандського історико-краєзнавчого музею археології та фортифікації нараховують близько 1 200 предметів, майже половина з яких постійно експонується. 
Експозиція музею розташована в залі площею близько 150 м² і розповідає про історію та архітектурні особливості фортифікаційних споруд Худжанда. Виставка висвітлює життя населення фортеці в різні епохи, починаючи від періоду її зведення в VI—V століттях до н.е. до арабського завоювання Середньої Азії, коли Худжандська фортеця вважалась однією з найнеприступніших у регіоні. 
Частина експозиції присвячена середньовічній історії цитаделі — вона розповідає про культуру та заняття мешканців міста, представляючи зразки давньої кераміки та побутового начиння, фрагменти декоративних елементів архітектурних споруд, скляні вироби, надмогильні пам'ятники з надписами. 
Серед шедеврів музейного зібрання — сакський шолом, кераміка античного, еліністичного та середньовічного періодів. У експозиції представлені численні плани і мапи Худжанда різних епох. 
Невеликий розділ експозиції музею присвячений історії вивчення Худжанда та учасникам археологічних розкопок на його території (А.Л. Куну, В.В. Бартольду, М.Є. Массону), а також дослідникам, що зробили внесок у створення музею. 
У музеї проводяться регулярні оглядові екскурсії для школярів. Відвідання музею включено в програму міських заходів під час святкування державних свят Таджикистану.

## Джерело-посилання
- (Худжандський) історико-краєзнавчий музей археології та фортифікації [Архівовано 28 жовтня 2011 у Wayback Machine.] на www.orexca.com («Орієнтал експрес Центральна Азія», вебресурс, присвячений мандрівкам та туризму до Центральної Азії) [Архівовано 7 січня 2010 у Wayback Machine.] (англ.) (рос.)